# Michel C. Auger
 (juin 2021).
Si vous disposez d'ouvrages ou d'articles de référence ou si vous connaissez des sites web de qualité traitant du thème abordé ici, merci de compléter l'article en donnant les références utiles à sa vérifiabilité et en les liant à la section « Notes et références ».
Pour les articles homonymes, voir Auger.
Ne pas confondre avec le journaliste spécialisé dans les affaires criminelles Michel Auger.
Michel C. Auger est un journaliste et chroniqueur politique québécois. Il est le premier analyste politique pour la télévision de Radio-Canada et le Réseau de l'information.

## Biographie
Auger a passé dix ans à la Tribune de la presse parlementaire à Ottawa et a travaillé au Jour, à la Gazette, au Devoir, à La Presse canadienne, au Journal de Montréal et au Soleil. Il a également signé des chroniques dans le Edmonton Journal, The Globe and Mail et le Toronto Sun. 
Il a également enseigné le journalisme en Afrique et a collaboré avec tous les grands journaux québécois et canadiens. Il a couvert neuf élections fédérales, six élections québécoises, trois référendums, plusieurs élections présidentielles aux États-Unis, deux en Afrique, une en France et l'élection d'un pape.
Depuis les années 1990, il a également animé plusieurs émissions à Canal D, à TVA et à Télé-Québec. Il a animé une émission de politique avec Paul Larocque (Larocque-Auger) à TVA entre 2005 et 2006.
Il a participé à l'émission Indicatif présent de Marie-France Bazzo à Radio-Canada, toutes les semaines, en tant que chroniqueur, jusqu'à la fin de l'émission, en juin 2006.
Il a été un invité régulier du magazine télévisé Bazzo.tv, où il participait à un panel régulier en compagnie des journalistes Chantal Hébert et Dennis Trudeau et du politologue Christian Dufour.
Il a coanimé également le magazine d'affaires publiques Dernière édition à Télé-Québec, en compagnie d'Yves Boisvert. Michel C. Auger a tenu également un blogue sur le portail cyberpresse.ca où il commentait l'actualité et dialoguait avec les internautes, de 2006 à 2007.
Du printemps 2007 au printemps 2008, il a été chef du bureau de Radio-Canada à l'Assemblée nationale du Québec.
Depuis l'automne 2008, il est analyste politique principal pour Radio-Canada. À ce titre, il traite de la politique québécoise, canadienne et, occasionnellement, américaine. Il tient aussi un carnet sur le site de Radio-Canada.
De 2010 à 2013, il a été correspondant pour Radio-Canada à Washington. 
De 2013 à 2015, il a animé Le 15-18, l'émission de retour à la maison sur ICI Radio-Canada Première. 
De 2015 à 2021, il a été à la barre de l'émission Midi info, toujours sur ICI Radio-Canada Première.